# Naoki Yamamoto (artista manga)
Naoki Yamamoto (山本 直樹 Yamamoto Naoki?) es un artista manga japonés. En sus primeros años, usó los seudónimos de Tō Moriyama (森山 塔 Moriyama Tō?) y Mori Tōyama (塔山 森 Tōyama Mori?) para sus primeros trabajos orientados hacia el público adulto. Nació en el distrito de Matsumae, Fukushima, Hokkaido y se graduó en literatura por la universidad de Waseda.

## Obra
(Las obras publicadas como Tou Moriyama no figuran en esta lista)
- (1984) Hora Konna y Akaku Natteru
- (1986) Makasensasei!
- (1986) Happa 64
- (1987) Kiwamete Kamoshida
- (1988) Gomen ne B-Boy
- (1989) Asatte Dance, Dance till Tomorrow (1999)
- (1990) Blue
- (1992) Bokura wa minna ikite iru
- (1992) Joven y educado
- (1992) Flake
- (1993) Yume de aimashou
- (1993) Kamoshida-kun Fight!
- (1994) Kimi to itsu made mo
- (1994) Koke Dish
- (1994) Recuerdos de verano

- (1994) Arigatō (ありがとう?  lit. "Thank You") es un manga de cuatro volúmenes de Yamamoto que fue publicado por Shogakukan apareció en la revista Weekly Big Comic Spirits. Tuvo una adaptación en 1996 a película de acción real dirigida por Masaaki Odagiri.[1] Arigatō es una historia sobre la vida de una familia japonesa que se destruye.[2]
- (1997) Fragmentos
- (1999) Believers
- (2000) Terebi Bakari Miteruto Baka ni Naru
- (2002) Anju no Chi
- (2005) Aozora
- (2007) Red, ganadora del premio de manga del Japón Media Arts Festival del gobierno japonés en 2010

### Colaboraciones para el cine
- Angelium (OVA): Comprobación de color
- Oscuro (OVA): Supervisión del acabado
- Hooligang (OVA): Acabado final
- Sousei no Aquarion (TV) : Color digital (ep6)

## Obras como Tō Moriyama
- Cream Lemon (くりいむレモン?) (OVA)
  - "Tō Moriyama Special I: Five Hour Venus"
  - "Tō Moriyama Special II: Afterschool XXX"
  - "Tō Moriyama Best Hit: It May Be So"
- Body Jack Tanoshii Yūtai Ridatsu (ボディジャック 楽しい幽体離脱?) (OVA)[3]